# ادری رویز
ادری رویز (انگلیسی: Adri Ruiz؛ زادهٔ ۲۱ اوت ۱۹۸۸) بازیکن فوتبال اهل اسپانیا است.
از باشگاه‌هایی که در آن بازی کرده‌است می‌توان به باشگاه فوتبال خرز اشاره کرد.